# Хептаграмична пирамида (7/2)
Хептаграмичната пирамида е звездовидна пирамида. Тя има 8 стени, 14 ръба и 8 върха. Тя има 1 хептаграм и 7 триъгълника Тя е себедуална. Тя може да образува хептаграмична дипирамида.

## Свързани пирамиди
- Пентаграмична пирамида
- Хептаграмична пирамида (7/3)
- Октаграмична пирамида
- Енеаграмична пирамида (9/2)
- Енеаграмична пирамида (9/4)
- Декаграмична пирамида
- Хендекаграмична пирамида (11/2)
- Хендекаграмична пирамида (11/3)
- Хендекаграмична пирамида (11/4)
- Хендекаграмична пирамида (11/5)
- Додекаграмична пирамида